# 大和村 (鳥取県西伯郡)
大和村（やまとそん）は、鳥取県西伯郡にあった村。現在の米子市の一部にあたる。

## 地理
佐陀川の下流域に位置していた。
- 海洋：日本海
- 山岳：壺瓶山[3]

## 歴史
- 1889年（明治22年）
  - 10月1日、町村制の施行により、会見郡佐陀村、小波村、中間村、平岡村が合併して村制施行し、佐陀村（さだそん）が発足[4][5]。旧村名を継承した佐陀村、小波村、中間村、平岡村の4大字を編成[5]。
  - 12月、村名を大和村に改称[1][2]。
- 1893年（明治26年）10月14日、暴風雨により日野川、佐陀川の堤防が決壊し大きな被害を受けた[2]。
- 1896年（明治29年）4月1日、郡の統合により西伯郡に所属[2]。
- 1914年（大正3年）佐陀地区に電気点灯[2]。
- 1915年（大正4年）1月1日、「大和村大字◯◯村」から大字の「村」を削除し、「大和村大字◯◯」と改称[6]。
- 1955年（昭和30年）9月1日、西伯郡淀江町、宇田川村、高麗村（一部）と合併し淀江町が存続して廃止された[1][2]。合併後、淀江町大字佐陀・小波・中間・平岡となる[2]。

### 地名の由来
かつて当地方が大和郷と称していたことから。

## 産業
- 農業、養蚕[2]、漁業[3]
- 産物：米、麦、綿、繭、瓜類、サツマイモ、牛[2]

## 教育
- 1897年（明治30年）大字中間字亀甲に大和小学校校舎新築[7]。